# Bouxières-aux-Bois
Bouxières-aux-Bois là một xã, nằm ở tỉnh Vosges trong vùng Grand Est của Pháp. Xã này có diện tích 7,68 km², dân số năm 1999 là 123 người. Xã này nằm ở khu vực có độ cao trung bình 372 m trên mực nước biển.
Dân địa phương tiếng Pháp gọi là Bouxiérois.

## Biến động dân số
| 1962                                         | 1968 | 1975 | 1982 | 1990 | 1999 |
| -------------------------------------------- | ---- | ---- | ---- | ---- | ---- |
| 110                                          | 115  | 94   | 94   | 100  | 123  |
| Số liệu từ năm 1962: Dân số không tính trùng |      |      |      |      |      |